# Yuhei Sato
Yuhei Sato (佐藤 優平, Sato Yuhei) est un footballeur japonais né le 29 octobre 1990 à Yokohama. Il évolue au poste de milieu de terrain.

## Biographie
Il participe à la Ligue des champions d'Asie avec le club du Yokohama F·Marinos.

## Palmarès
- Vainqueur de la Coupe du Japon en 2013 avec le Yokohama F. Marinos